# Henry Jackman
Henry Pryce Jackman (nacido en 1974) es un teclista y compositor de bandas sonoras nacido en Reino Unido.

## Biografía
Nació en Hillingdon, Middlesex. Estudió música clásica en el Paul's Cathedral Choir School, Eton College, Framlingham College y en La Universidad de Oxford.
Jackman ha hecho la programación y la producción de trabajos con artistas como Mike Oldfield (Voyager (álbum)), Sally Oldfield (Flaming Star), Trevor Horn / Art of Noise (The Seduction of Claude Debussy), Elton John y Gary Barlow. Fue coproductor del álbum Seal en el 2001 inédito Togetherland . "This Could Be Heaven", también fue coescrita por Jackman y utilizado en la película Hombre de familia y se incluye en la edición de lujo del álbum de Seal.
Jackman ha lanzado tres álbumes, Utopia (2003), Transfiguration (2005) y Acoustica (2007; junto a Augustus Isadore).
Jackman tuvo varios papeles menores en bandas sonoras de películas desde 2006, por lo general trabajo con su mentor Hans Zimmer, incluyendo para El Código Da Vinci (programador musical), The Dark Knight (arreglista musical) y música adicional para Pirates of the Caribbean: Dead Man's Chest, Piratas del Caribe: en el fin del mundo, Los Simpson: la película, Kung Fu Panda y Hancock. En 2009, Jackman, Zimmer y John Powell ganaron el Premio Annie del 2008 por la música en un especial de TV de DreamWorks Animation, Secrets of the Furious Five (una secuela de Kung Fu Panda). Desde entonces, ha compuesto bandas sonoras para Monsters vs Aliens, Henri IV, Los viajes de Gulliver, X-Men: primera generación, Winnie the Pooh, Abraham Lincoln: Vampire Hunter, y Wreck-It Ralph.

## Filmografía (como compositor de bandas sonoras)
- 2008. Secretos de 4 furiosos (Corto de TV)
- 2009. Henri 4
- 2009. Monsters vs Aliens
- 2010. Kick-Ass
- 2010. Kung Fu Panda Holiday
- 2010. Los viajes de Gulliver
- 2011. Winnie the Pooh
- 2011. X-Men: primera generación
- 2011. Puss in Boots
- 2012. Man on a Ledge
- 2012. Abraham Lincoln: cazador de vampiros
- 2012. Wreck-It Ralph
- 2013. G.I. Joe: Retaliation
- 2013. This Is the End
- 2013. Turbo
- 2013. Kick-Ass 2
- 2013. Capitán Phillips
- 2014. Captain America: The Winter Soldier
- 2014. The Interview
- 2014. Kingsman: The Secret Service
- 2015. Goosebumps
- 2015. Pixels
- 2016. La quinta ola
- 2016. Capitán América: Civil War
- 2016. Uncharted 4: El desenlace del ladrón
- 2017. Kong: La Isla Calavera
- 2017. Kingsman: The Golden Circle
- 2017. Jumanji: Welcome to the Jungle
- 2017. Uncharted: El legado perdido
- 2018. El Depredador
- 2019: Jumanji: The Next Level
- 2019: Detective Pikachu
- 2021: The Falcon and the Winter Soldier
- 2022: Black Adam
- 2023: Super Mario Bros.: La película